# Álvaro de Bragance
 (septembre 2021).
La mise en forme du texte ne suit pas les recommandations de Wikipédia : il faut le « wikifier ».
Les points d'amélioration suivants sont les cas les plus fréquents. Le détail des points à revoir est peut-être précisé sur la page de discussion.
- Les titres sont pré-formatés par le logiciel. Ils ne sont ni en capitales, ni en gras.
- Le texte ne doit pas être écrit en capitales (les noms de famille non plus), ni en gras, ni en italique, ni en « petit »…
- Le gras n'est utilisé que pour surligner le titre de l'article dans l'introduction, une seule fois.
- L'italique est rarement utilisé : mots en langue étrangère, titres d'œuvres, noms de bateaux, etc.
- Les citations ne sont pas en italique mais en corps de texte normal. Elles sont entourées par des guillemets français : « et ».
- Les listes à puces sont à éviter, des paragraphes rédigés étant largement préférés. Les tableaux sont à réserver à la présentation de données structurées (résultats, etc.).
- Les appels de note de bas de page (petits chiffres en exposant, introduits par l'outil «  Source ») sont à placer entre la fin de phrase et le point final[comme ça].
- Les liens internes (vers d'autres articles de Wikipédia) sont à choisir avec parcimonie. Créez des liens vers des articles approfondissant le sujet. Les termes génériques sans rapport avec le sujet sont à éviter, ainsi que les répétitions de liens vers un même terme.
- Les liens externes sont à placer uniquement dans une section « Liens externes », à la fin de l'article. Ces liens sont à choisir avec parcimonie suivant les règles définies. Si un lien sert de source à l'article, son insertion dans le texte est à faire par les notes de bas de page.
- La présentation des références doit suivre les conventions bibliographiques. Il est recommandé d'utiliser les modèles {{Ouvrage}}, {{Chapitre}}, {{Article}}, {{Lien web}} et/ou {{Bibliographie}}. Le mode d'édition visuel peut mettre en forme automatiquement les références.
- Insérer une infobox (cadre d'informations à droite) n'est pas obligatoire pour parachever la mise en page.

Pour une aide détaillée, merci de consulter Aide:Wikification.
Si vous pensez que ces points ont été résolus, vous pouvez retirer ce bandeau et améliorer la mise en forme d'un autre article.

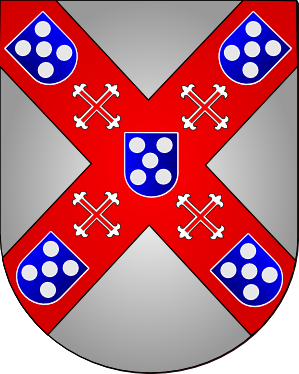
Armoiries des ducs de Cadaval, descendants d'Álvaro

Álvaro de Portugal, plus tard Álvaro de Bragance, parfois Álvaro de Castro (né à Ceuta vers 1440 et mort à Tolède en 1504) était le quatrième fils de Fernando, 2e duc de Bragance et de son épouse Joana de Castro, 3e dame de Cadaval et Peral. Il était le 4e seigneur de Cadaval et Peral, 1er seigneur de Tentúgal, Póvoa et Buarcos, 5e seigneur de Ferreira de Aves jure uxoris, 4e seigneur d'Arega jure uxoris, 2e seigneur de la Quinta de Água de Peixes jure uxoris et 1er seigneur de Gelves en Castille.

## Biographie
Álvaro a joué un rôle important pendant le règne d'Alphonse V du Portugal, étant nommé chancelier majeur du royaume le 11 août 1475, après la mort de Rui Gomes de Alvarenga en 1475 . Il a participé à l'expédition organisée par le roi contre la Couronne de Castille (Guerre de Succession de Castille ) ainsi qu'au voyage que, plus tard, Alphonse V entreprit en France.

## Mariage et descendance
À son retour au Portugal, il se maria à Évora en 1479 avec Filipa de Melo (1460-1516), cinquième Dame de Ferreira de Aves, quatrième dame de Arega et deuxième dame de Quinta de gua de Peixes, fille (et riche héritière) de Rodrigo Afonso de Melo, comte d'Olivença, et de son épouse Isabel de Meneses. Ils eurent deux fils et quatre filles :
- Rodrigue de Melo (1468-1545), cinquième Seigneur de Cadaval et Peral ; deuxième Seigneur de Tentúgal, Póvoa et Buarcos ; sixième Senhor de Ferreira de Aves ; cinquième Seigneur d'Arega ; troisième Seigneur da Quinta de gua de Peixes devenu premier Comte de Tentúgal d'intérêt et de succession (par décret du roi Manuel I du Portugal, 1504 ) et premier Marquis de Ferreira avec le traitement de Sobrinho (par décret du roi D. João III du Portugal, de 1533 ). C'était le tronc de la maison Cadaval
- Jorge Alberto de Portugal y Melo (1470-?), devenu deuxième Seigneur et premier Comte de Gelves (en Espagne ) par décret du roi Charles Quint d'Espagne
- Isabelle Filipa du Portugal, Dame de la reine Isabelle I de Castille, mariée au noble espagnol Alonso de Sotomayor y Enríquez (1484-1518), troisième Comte de Belalcázar, quatrième Vicomte de la Puebla de Alcocer et cinquième Seigneur des villages de la Puebla et Errera (1484)
- Béatrice de Vilhena (1483-1535), mariée à l'infant portugais Georges de Lancastre, deuxième Duc de Coimbra
- Joana de Vilhena (1486-24 juillet 1559), mariée à Francisco de Portugal, premier Comte de Vimioso d'intérêt et de succession
- Marie de Menezes, mariée avec  João da Silva, deuxième comte de Portalegre.

## Retour au Portugal
Lorsque le roi Jean II de Portugal accéda au trône du Portugal, commençant son combat contre la haute aristocratie (à savoir les Bragances ), Álvaro tenta de se rapprocher du roi, mais sans succès : son frère aîné, Fernando II, le troisième duc de Bragance a été exécuté, les biens familiaux confisqués et la famille restante (y compris Álvaro) a été bannie du royaume, après avoir été exilée en Castille.
La reine Isabelle Ire de Castille accorda à Álvaro des biens importants dans la région de Gelves, étant nommée maire des châteaux de Séville et d'Andújar, participant également à la conquête du royaume de Grenade dirigée par les Rois Catholiques.
À la mort de Jean II, Álvaro de Bragance retourna au Portugal, où le nouveau roi, Manuel Ier du Portugal, le nomma ambassadeur spécial en Castille pour négocier le mariage du roi avec la princesse Isabelle de Castille. Plus tard, il a également négocié le second mariage du roi avec Marie d'Aragon.
Álvaro de Bragance est mort à Tolède et son cercueil a été transféré au couvent de São João Evangelista, à Évora.